# Die drei Bräute
Die drei Bräute ist ein Märchen (ATU 312). Es stand in Ludwig Bechsteins Deutsches Märchenbuch nur in frühen Auflagen.

## Inhalt
Ein Mann macht den Müllerstöchtern Geschenke, wirbt sie von ihrem Vater und will sie zur Herrin seines Schlosses machen, gibt der Frau ein Tuch mit einem Ei, ein Zimmer soll sie nicht öffnen. Die Älteste und die zweite tun es doch, verlieren vor Schreck das Ei, er tötet sie. Die Jüngste lässt das Ei liegen, findet die gemordeten Schwestern, schmuggelt den Kopf unter einer Hyazinthe heim und zeigt ihn an. Auch seine Komplizen überlistet sie.

## Herkunft
Bechstein vermerkt „Mündlich in Thüringen und Franken“ und die Nähe zu Blaubart. Vgl. Das goldene Ei, bei Grimm auch KHM 73a Das Mordschloß.